# 22ª Armata combinata delle guardie "Königsberg"
La 22ª Armata combinata delle guardie "Königsberg" (in russo 22-я гвардейская общевойсковая Кёнигсбергская армия?, 22-ja gvardejskaja obščevojskovaja Kënigsbergskaja armija, unità militare 41635) era una formazione delle Forze terrestri russe, facente parte del Distretto militare di Mosca e con sede a Mulino nell'Oblast' di Nižnij Novgorod.
Costituita come il 13º Corpo fucilieri delle guardie (in russo 13-й гвардейский стрелковый корпус?, 13-j gvardejvskij strelkovyj korpus) durante la seconda guerra mondiale, la formazione ha partecipato in varie battaglie importanti del fronte orientale, concludendo la sua avanzata nella conquista di Königsberg, oggi Kaliningrad.

## Storia
L'armata trae le sue origini dal 13º Corpo fucilieri delle guardie, costituito il 30 ottobre 1942 dalla 1ª Armata di riserva sovietica. Completata la formazione nella prima metà di novembre, il corpo venne subito impiegato durante la battaglia di Stalingrado come parte della 2ª Armata, composto dalla 3ª, 49ª e 387ª Divisione fucilieri. Accerchiate le truppe dell'Asse, il 13º Corpo, insieme al resto dell'armata, si diresse a sud verso la regione di Rostov, dove partecipò alla liberazione di Novočerkassk nel febbraio 1943 per poi raggiungere la sponda del fiume Mius. Nell'agosto successivo il corpo prese parte alle offensive del Donbass, sfondando le linee tedesche e catturando le città Ilovajsk e Stalino, e del basso Dniper, muovendosi con il 4º Fronte ucraino nella conquista dell'Ucraina meridionale e catturando Volnovacha e Melitopol'.
Nel febbraio 1944, la 2ª Armata delle guardie si trasferì nell'area dell'istmo di Perekop. L'offensiva di Crimea fu lanciata attraverso l'istmo l'8 aprile 1944 e in meno di un mese la città di Sebastopoli cadde, venendo ripresa dai sovietici. Dall'8 luglio 1944, il corpo, come parte del 1º Fronte baltico, prese parte alla riconquista della Lituania. Durante l'offensiva di Šiauliai, il 21 luglio il comandante della formazione, maggior generale Kantemir Calikov, fu ucciso quando la sua auto finì su una mina. Sempre in questo periodo all'unità venne accorpata la 16ª Divisione fucilieri lituana.
Il 16 gennaio 1945, il corpo passò all'offensiva, sfondando le forti difese tedesche in direzione di Darkehmen, per poi essere ritirato dalla battaglia e trasferito alla 39ª Armata, aggirando la città di Königsberg e marciando verso Fischhausen.
A partire da febbraio 1945, il corpo d'armata, trasferito nella 43ª Armata del Gruppo di Forze di Samland del 3º Fronte Bielorusso, fu impegnato in intense operazioni difensive contro le forze avversarie che avevano lanciato una controffensiva. Durante questi scontri, la formazione riuscì a mantenere il controllo delle alture 111.4 e 91.2, posizioni strategiche sulla penisola di Samland. Il 6 aprile, le unità del corpo riuscirono a superare le difese nemiche alla periferia di Königsberg, conquistandone la parte occidentale e dividendo così il raggruppamento tedesco nella penisola in due settori isolati. Il corpo si distinse nell'assalto finale alla fortezza della città, riuscendo a conquistarla e ponendo fine alla battaglia per l'insediamento.  Proseguendo l'avanzata, le truppe occuparono la costa del canale marittimo di Königsberg e, il 16 aprile, completarono l'operazione con la presa di Paise, oggi Svetlyj. Per i successi della formazione, il comandante del corpo tenente generale Anton Lopatin fu insignito del titolo massimo di Eroe dell'Unione Sovietica il 19 aprile 1945.
Successivamente, il 17 maggio, in riconoscimento dei significativi risultati ottenuti durante la battaglia per la città, al corpo d'armata fu conferito il titolo onorifico "Königsberg".

### Dopoguerra
Finita la guerra in Europa, il corpo venne trasferito a Kaluga nel neo costituito Distretto militare di Smolensk per poi essere riassorbito nel Distretto militare di Mosca nel 1946. Successivamente la formazione venne rinominata 13º Corpo d'armata delle guardie (in russo 13-й гвардейский армейский корпус?, 13-j gvardejvskij armejskij korpus) nel 1957. Il 22 febbraio 1968, l'Ordine della Bandiera Rossa fu insignito all'unità. In seguito il corpo partecipò alla guerra sovietico-afghana del 1979.
Nell'aprile 1990 la 31ª Divisione corazzata venne ritirata in Unione Sovietica dalla Cecoslovacchia e dispiegata nella regione di Nižnij Novgorod, venendo subordinata al 13º Corpo d'armata. Nel 1994, la 47ª Divisione corazzata della guardie "Basso Dnepr" fu trasferita dalla Germania alla base della 225ª Divisione fucilieri motorizzata, sciolta nel 1989, entrando a far parte dell'armata.
Durante la prima guerra cecena, le unità della 22ª Armata vennero dispiegate nel Caucaso settentrionale e negli scontri le perdite ammontarono a circa 500 persone.
In seguito la 31ª Divisione venne riorganizzata nella 3ª Divisione fucilieri motorizzata, prendendo poi parte alla seconda guerra cecena fra il 1999 e il 2001.
Con decreto del Ministero della difesa, il 1º Giugno 2009 l'armata fu sciolta e la 3ª Divisione andò a costituire la 9ª Brigata fucilieri motorizzata come parte della 20ª Armata combinata.

## Struttura
13º Corpo fucilieri delle guardie (1945)
- 3ª Divisione fucilieri delle guardie "Volnovacha"
- 24ª Divisione fucilieri delle guardie "Jevpatorija"
- 87ª Divisione fucilieri delle guardie "Perekop"
- Unità di supporto

22ª Armata combinata delle guardie (2005)
- 3ª Divisione fucilieri motorizzata "Vistola" (unità militare 54046)[13]
- 245º Reggimento fucilieri motorizzato delle guardie "Gniezno" (unità militare 62892)
- 752º Reggimento fucilieri motorizzato (unità militare 54262)
- 100º Reggimento corazzato "Częstochowa" (unità militare 54096)
- 237º Reggimento corazzato (unità militare 54087)
- 99º Reggimento artiglieria semovente delle guardie "Pomerania" (unità militare 52157)
- 1143º Reggimento missilistico antiaereo "Oder" (unità militare 48422)
- 159º Battaglione artiglieria controcarri (unità militare 65297)
- 84º Battaglione ricognizione (unità militare 48443)
- 692º Battaglione comunicazioni (unità militare 74192)
- 9º Battaglione guerra elettronica
- 625º Battaglione difesa NBC (unità militare 33445)
- 145º Battaglione genio (unità militare 74196)
- 911º Battaglione logistico (unità militare 74245)
- 152º Battaglione manutenzione (unità militare 26046)
- 231º Battaglione medico (unità militare 74223)

## Comandanti

### Unione Sovietica
- Tenente generale Porfirij Čančibadze (14 novembre 1942 - 27 maggio 1944)
- Maggior generale Kantemir Calikov (28 maggio - 21 luglio 1944) †
- Tenente generale Anton Lopatin (22 luglio 1944 - 9 maggio 1945)
- Tenente generale Nikifor Choruženko (1945)[8]
- Maggiore generale Georgij Latyšev (1945 - 1948)
- Colonnello generale Porfirij Čančibadze (1948 - 1950)
- Tenente generale Nikolaj Radeckij (1950 - 1954)
- Maggiore generale Pavel Romanenko, (1954 - 1956)
- Tenente generale Pëtr Belik (1956 - 1958)
- Maggiore generale Grigorij Kozyr (1958 - 1962)
- Tenente generale Ivan Ivliev (1962 - 1966)
- Maggiore generale Terentij Ivanov (1966 - 1969)
- Maggiore Generale Ivan Sineokij (1969 - 1970)
- Tenente generale Grigorij Demidkov (1970 - 1973)
- Maggior generale Vasilij Gužva (1973 - 1976)
- Maggiore generale Evgenij Krylov (1976 - 1979)
- Maggiore generale Aleksej Tjurin (1979 - 1982)
- Tenente generale Vladimir Semënov (1982 - 1984)
- Maggiore generale Jurij Kuznecov (1984 - 1987)
- Maggiore generale Valerij Nikitin (1987 - 1990)

### Russia
- Maggior generale Fëdor Reut (1990)[14]
- Tenente generale Leonid Majorov (settembre 1990 - luglio 1991)
- Tenente generale Ivan Efremov (luglio 1991 - novembre 1996)[15]
- Tenente generale Viktor Šemetov (novembre 1996 - agosto 1999)[3]
- Tenente generale Aleksej Merkur'ev (agosto 1999 - gennaio 2006)[16]
- Tenente generale Igor' Bronickij (gennaio 2006 - gennaio 2008)[17]
- Maggiore generale Sergej Judin (gennaio 2008 - giugno 2009)[18]